# Affaires militaires du Groenland

Drapeau danois sur une carte du Groenland

Les affaires militaires ou étrangères du Groenland relèvent de la responsabilité du Royaume du Danemark.
La partie la plus importante du territoire défensif du Groenland reste les douze zones maritimes. Au XXIe siècle, les défis se sont considérablement accrus.

## Histoire

### Début de la Marine royale danoise
En 1932, la Marinens Flyvevæsen (force aérienne navale) fait sa première apparition. L'armée de l'air a fourni des photographies aériennes à l' Institut géodésique. Les navires travaillent pendant les mois d'été, de mai à septembre, puis sont transférés en Islande ou au Danemark pendant les mois d'hiver.

### Seconde Guerre mondiale
Après l'occupation du Danemark par l'Allemagne nazie, le Danemark signe un accord avec les États-Unis pour garder le contrôle du territoire groenlandais entre les mains des alliés. L'accord Thulesag 1, signé le 9 avril 1941, donnait au gouvernement fédéral des États-Unis le droit d'aider le Groenland à maintenir son statut (non allemand). Les Alliés maintiennent différentes bases au Groenland.
Le traité devait rester en vigueur jusqu'à ce que « les menaces existantes à la paix et à la sécurité du continent américain cessent d'exister ». L'accord est ratifié par le Parlement danois après la fin de la guerre, le 16 mai 1945.

### Guerre froide
Plusieurs bases sont construites pendant la Guerre froide par les Américains,,.
Le 15 mars 1954, l’extension de la base aérienne de Thulé fut lancée. Cela comprenait l’installation d’un système de défense aérienne de nouvelle génération équipé d’ armes nucléaires. L’expansion a également entraîné la réinstallation forcée des habitants inuits locaux,.
Le Danemark conserve la souveraineté du Groenland.La base aérienne militaire de Narsarsuaq a été transformée en base commune des troupes danoises et américaines,.

### Changements depuis 2008/2009
À la suite du référendum sur la loi sur l’autonomie gouvernementale, le gouvernement groenlandais a pris en charge les responsabilités en matière de police, de justice et de protection côtière.

### Défis récents
Le Groenland doit aujourd’hui faire face à de nombreux nouveaux défis. La fonte des calottes glaciaires pourrait accroître la disponibilité des matières premières qui doivent être protégées. Les conséquences du changement climatique entraîneront probablement non seulement une meilleure accessibilité maritime, mais aussi un intérêt accru pour l’extraction des ressources naturelles, ainsi qu’une intensification des activités scientifiques et commerciales.
La probabilité d’un conflit militaire au Groenland est faible ; toutefois, une défense pertinente dans la région arctique est au cœur des priorités de défense danoises,,,. On observe également une augmentation significative de l’activité militaire dans la région.
De nouveaux navires moins polluants sont utilisés,.
Après 2025, les navires de la classe Thetis doivent être remplacés par les navires de la classe MPV80 prévus, construits par Odense Maritime Technology et SH Defence. Ils doivent intégrer des ensembles de différents systèmes (pour la chasse aux mines ou le mouillage de mines par exemple) à des navires individuels selon les besoins,. Les Etats-Unis ne possèdent en 2025 plus qu'une seule base, celle de Thulé (rebaptisée Pituffik par les Américains en 2023).